# Valley Falls (Nowy Jork)
Valley Falls – wieś w Stanach Zjednoczonych, w stanie Nowy Jork, w hrabstwie Rensselaer.